# Antony Starr
Antony Starr (Wellington, 25 de outubro de 1975) é um ator neozelandês, mais conhecido por seu papel como Homelander / Capitão Pátria na série original da Amazon Prime Video The Boys, baseada na série de quadrinhos homônima. Na Nova Zelândia, ele é mais conhecido por interpretar os gêmeos Jethro e Van West em Outrageous Fortune e Billy Newwood em Without a Paddle. Ele foi o personagem principal, Lucas Hood, nas quatro temporadas da série de televisão Banshee.

## Carreira

### 1995–2013: Início de carreira e sucesso emOutrageous Fortune
Starr começou a atuar profissionalmente na década de 1990 com uma pequena participação em Shortland Street e em papéis como convidado em Xena: Warrior Princess e Hercules: The Legendary Journeys.
Em 2001, Starr foi escalado para interpretar Todd Van der Velter na série Mercy Peak, um papel convidado que ele teve ao longo das três temporadas do programa. Ele também intepretou o irmão do personagem Waverley Wilson na novela Shortland Street. Ele apareceu por várias semanas como parte do arco de despedida da personagem Minnie Crozier. Starr afirmou que não gostou do ritmo acelerado do programa e achou que sua atuação foi prejudicada por causa disso.
Desde então, os créditos televisivos de Starr incluíram um papel principal no elenco da série infantil Hard Out e participações em PET Detectives e Street Legal, bem como uma breve passagem em Serial Killers, série de comédia escrita pelo co-criador de Outrageous Fortune, James Griffin.
Por interpretar os gêmeos Van e Jethro West em Outrageous Fortune, Starr ganhou o prêmio Air New Zealand Screen Award de melhor ator, o prêmio de Melhor Ator no Qantas Television Awards e Melhor Ator no Asian TV Awards no mesmo ano. Os leitores do TV Guide elegeram Starr o Melhor Ator no TV Guide 2007 Best on the Box People's Choice Awards.
Durante a produção da primeira temporada de Outrageous Fortune, Starr conciliou o trabalho na série com as filmagens do filme de estreia de Toa Fraser, No. 2. O filme foi lançado na Nova Zelândia no início de 2006. Outros créditos no cinema incluem The World's Fastest Indian, de Roger Donaldson, a comédia americana Without a Paddle e In My Father's Den, filme de Brad McGann. Entre a segunda e a terceira temporadas de Outrageous Fortune, Starr trabalhou em um curta-metragem em colaboração com amigos.
Em 2004, Starr se apresentou em duas produções teatrais: Closer, no Silo Theatre em Auckland, e Sex with Strangers no Herald Theatre, dirigida por Colin Mitchell.
Entre as filmagens da quinta e sexta temporadas de Outrageous Fortune, Starr estrelou o longa-metragem After the Waterfall e o telefilme Spies and Lies.
Em 2011, Starr juntou-se ao elenco do drama policial australiano Rush, interpretando o sargento Charlie Lewis. Ele participou da série Lowdown, da Australian Broadcasting Corporation.

### 2013–presente: Carreira nos Estados Unidos eThe Boys
Entre os anos de 2013 e 2016, Starr atuou na série de televisão Banshee, seu primeiro papel na televisão norte-americana. Ele interpretou um ex-presidiário sem nome que, após quinze anos de prisão, assume a identidade de Lucas Hood, tornando-se o novo xerife de Banshee. Ao tentar se reconectar com seu antigo amor, Anastasia, ambos aprendem que ele "se tornou uma versão distante (violenta) do homem que uma vez já foi". A quarta e última temporada da série começou em abril de 2016. No mesmo ano, Starr interpretou o personagem principal Garrett Hawthorne em American Gothic, série de mistério da CBS.
Em janeiro de 2018 foi anunciado que Starr havia sido escalado para interpretar Homelander / Capitão Pátria em The Boys, adaptação produzida pela Amazon Studios da série de quadrinhos homônima. A primeira temporada foi lançada em julho de 2019, e a segunda em setembro de 2020. A terceira temporada foi lançada em junho de 2022. Na série Starr atua ao lado de Karl Urban, também neozelandês. "Temos uma série de televisão americana com um neozelandês interpretando um herói americano psicopata e outro neozelandês interpretando um inglês. É uma mistura bem bizarra," disse Starr.

## Vida pessoal
Em 4 de março de 2022, foi divulgado que Starr foi preso em Alicante, na Espanha, após supostamente agredir um chef de 21 anos em um pub local. Ele foi condenado a uma pena suspensa de 12 meses de prisão e pagou 5.530 dólares em restituição para evitar a prisão.

## Filmografia

### Filmes
| Ano  | Título                     | Papel                 | Notas |  |
| ---- | -------------------------- | --------------------- | ----- |  |
| 2004 | In My Father's Den         | Gareth                |       |  |
| 2004 | Without a Paddle           | Billy Newwood         |       |  |
| 2005 | The World's Fastest Indian | Jeff                  |       |  |
| 2006 | No. 2                      | Shelly                |       |  |
| 2010 | After the Waterfall        | John Drean            |       |  |
| 2012 | Wish You Were Here         | Jeremy King           |       |  |
| 2019 | Gutterbee                  | Mike Dankworth McCoid |       |  |
| 2023 | Cobweb                     | Mark                  |       |  |
| 2023 | The Covenant               | Eddie Parker          |       |  |
| 2025 | G20                        | Rutledge              |       |  |

### Televisão
| Ano          | Título                             | Papel                              | Notas                           |
| ------------ | ---------------------------------- | ---------------------------------- | ------------------------------- |
| 1995         | Xena: Warrior Princess             | Mesas                              | Episódio: "Hooves and Harlots"  |
| 1996         | Xena: Warrior Princess             | David                              | Episódio: "The Giant Killer"    |
| 2000–2002    | Shortland Street                   | Stratford Wilson                   | Ator convidado                  |
| 2000         | Street Legal                       | Darren                             |                                 |
| 2001–2003    | Mercy Peak                         | Todd Van der Velter                | Papel recorrente (21 episódios) |
| 2003         | Terror Peak                        | Jason                              |                                 |
| 2003         | Hard Out                           | Stevo                              |                                 |
| 2003         | Skin & Bone                        | Seymour Collins                    | Papel principal, telefilme      |
| 2004         | Serial Killers                     | Dean Crocker                       | 1 episódio                      |
| 2004         | Not Only But Always                | Motorista de táxi                  | Telefilme                       |
| 2005–2010    | Outrageous Fortune                 | Jethro West / Van West             | Papel principal                 |
| 2008         | The Jaquie Brown Diaries           | Ele mesmo                          | 1 episódio: "Brown Love"        |
| 2010         | Spies and Lies                     | Sydney Ross                        | Telefilme                       |
| 2011         | Rush                               | Charlie Lewis                      | Papel principal (4.ª temporada) |
| 2011         | Bliss                              | Tom Mills                          | Telefilme                       |
| 2012         | Tricky Business                    | Matt Sloane                        | Papel principal                 |
| 2012         | Lowdown                            | Stuart King                        | 5 episódioss                    |
| 2013–2016    | Banshee                            | Lucas Hood                         | Papel principal, 38 episódios   |
| 2013–2014    | Banshee Origins                    | Lucas Hood                         | Telefilme em duas partes        |
| 2016         | American Gothic                    | Garrett Hawthorne                  | Papel principal                 |
| 2019–present | The Boys                           | John / Homelander (Capitão Pátria) | Papel principal, 22 episódios   |
| 2020         | Aunty Donna's Big Ol' House of Fun |                                    | Episódio: "Housemates"          |
| 2022         | The Boys Presents: Diabolical      | John / Homelander (voz)            | 2 Episódios                     |

### Online
| Ano  | Título                                              | Papel             | Notas                                   |
| ---- | --------------------------------------------------- | ----------------- | --------------------------------------- |
| 2021 | Vought News Network: Seven on 7 com Cameron Coleman | John / Homelander | Convidado; websérie promovendo The Boys |

## Prêmios e indicações
| Ano  | Prêmio                                                  | Categoria                                          | Trabalho            | Resultado |
| ---- | ------------------------------------------------------- | -------------------------------------------------- | ------------------- | --------- |
| 2006 | Air New Zealand Screen Awards                           | Melhor performance de um ator                      | Outrageous Fortune  | Indicado  |
| 2007 | Air New Zealand Screen Awards                           | Melhor ator em drama televisivo                    | Outrageous Fortune  | Venceu    |
| 2007 | NZ TV Guide Best on the Box People's Choice Awards      | Melhor ator                                        | Outrageous Fortune  | Venceu    |
| 2008 | Qantas Film and Television Awards                       | Melhor performance de um ator na televisão (geral) | Outrageous Fortune  | Venceu    |
| 2009 | Qantas Film and Television Awards                       | Melhor performance de um ator na televisão (geral) | Outrageous Fortune  | Indicado  |
| 2011 | Aotearoa Film &amp; Television Awards                   | Melhor performance de um ator                      | Spies And Lies      | Indicado  |
| 2011 | Aotearoa Film &amp; Television Awards                   | Melhor ator principal em um longa-metragem         | After the Waterfall | Indicado  |
| 2012 | Film Critics Circle of Australia Awards                 | Melhor ator coadjuvante                            | Wish You Were Here  | Venceu    |
| 2012 | Australian Academy of Cinema and Television Arts Awards | Melhor ator coadjuvante                            | Wish You Were Here  | Venceu    |
| 2021 | Critics' Choice Super Awards                            | Melhor ator em série de super-heróis               | The Boys            | Venceu    |
| 2021 | Critics' Choice Super Awards                            | Melhor vilão em uma série                          | The Boys            | Venceu    |
| 2023 | Critics Choice Television Awards                        | Melhor Ator em Série Dramática                     | The Boys            | Indicado  |